# 澤西男孩
《澤西男孩》（英語：jersey boys）是一部百老匯音樂劇，在2004年舉行試演，2005年首次正式上演，並且獲得了2006年的托尼獎。音樂劇改編自1960年代四季合唱團的真人真事，音樂劇中也使用了四季合唱團的眾多知名歌曲。澤西男孩迄今已經舉行了兩次全美巡演，並且在英國等外國也有上演。

## 外部連結
- 百老匯網路資料庫（IDBD）上《Jersey Boys》的资料（英文）
- Official Jersey Boys Website （页面存档备份，存于）
- Official Broadway Website （页面存档备份，存于）
- Official London Website （页面存档备份，存于）